# Josep Campamà Roca
Josep Campamà (1910/1911 - 11 d'abril de 2005) va ser un ciclista català que va córrer professionalment entre 1930 i 1943, encara que ja havia participat en diferents curses anteriorment.
En el seu palmarès destaca una victòria d'etapa al Circuit del Nord i una 3a posició final a la Volta a Catalunya de 1941.
També destaca la seva tasca com a excursionista, que el portaren a obrir una botiga d'esports de muntanya.

## Palmarès
- 1940
  - 1r al Campionat de Barcelona
- 1941
  - Vencedor d'una etapa del Circuit del Nord
- 1942
  - Vencedor d'una etapa del Gran Premi de la Victòria

### Resultats a la Volta a Espanya
- 1941. Abandona
- 1942. Abandona